# Besleria laxiflora
Besleria laxiflora är en tvåhjärtbladig växtart som beskrevs av George Bentham. Besleria laxiflora ingår i släktet Besleria och familjen Gesneriaceae. Inga underarter finns listade i Catalogue of Life.